# 太鲁阁当归
太魯閣當歸（學名：Angelica tarokoensis）为伞形科当归属的植物，其种加词“tarokoensis”意为“太鲁阁的”。是台灣的特有植物，從海濱至海拔3,000米的地区皆有分布。